# Anastatus
Anastatus é um género de vespas pertencentes à família Eupelmidae.
O género tem distribuição cosmopolita.

## Espécies
Espécies (lista incompleta):
- Anastatus absonus Narendran, 2009
- Anastatus acherontiae Narayanan, Subba Rao & Ramachandra, 1960
- Anastatus adamsi Yoshimoto & Ishii, 1965